# Acedia

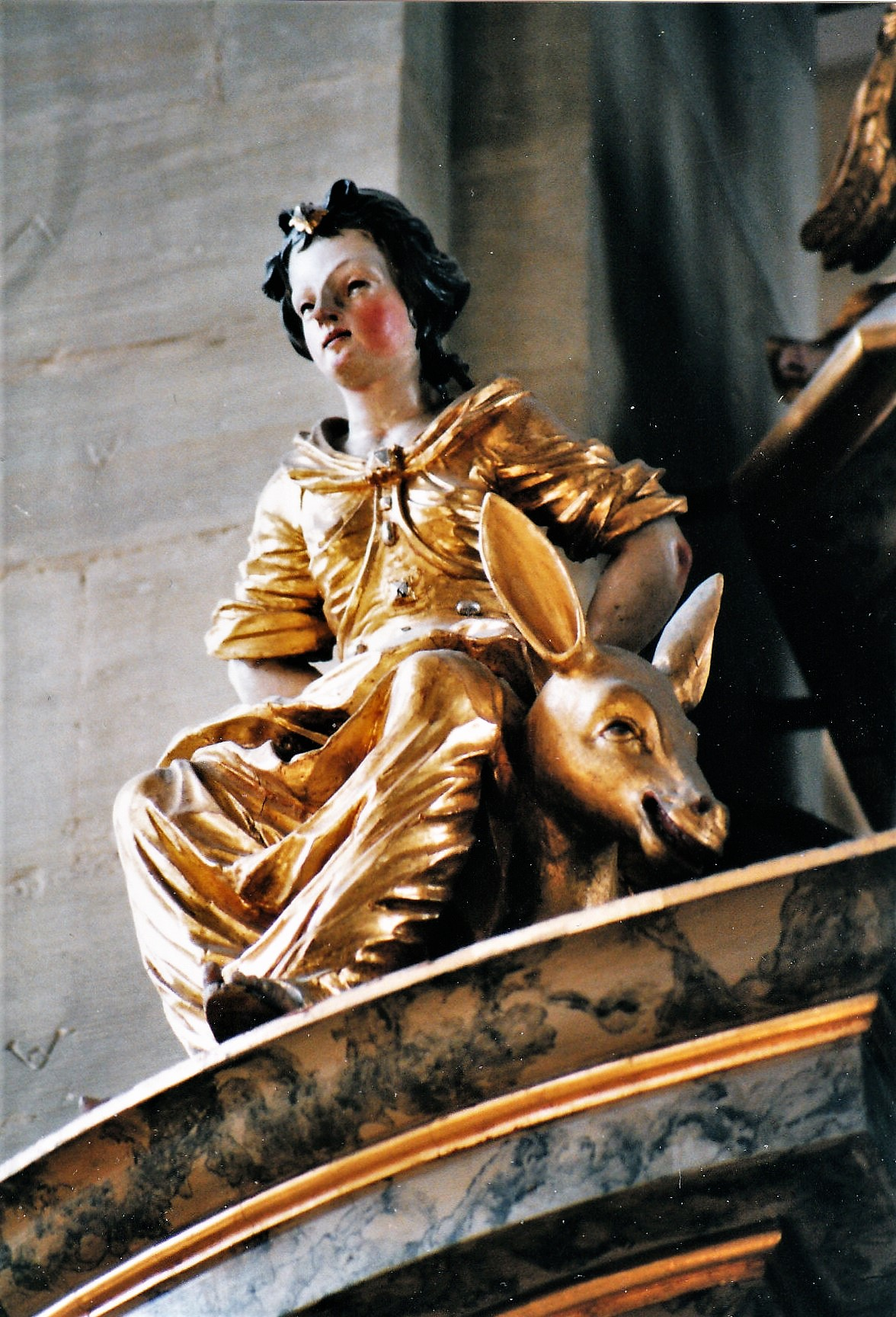
Allegorie der Acedia mit störrischem Esel (Comburg, 1715)

Acedia (latinisiert aus altgriechisch ἀκηδία (bzw. ἀκήδεια) „Sorglosigkeit“, „Nachlässigkeit“, „Nichtsmachenwollen“ von κῆδος kēdos „Sorge“) ist ein Ausdruck der christlichen Spiritualität und bezeichnet eine Haltung, die sich „gegen Sorge, Mühe oder Anstrengung wendet“ und darauf „mit Abneigung, Überdruss oder Ekel“ reagiert. Der Katechismus der Katholischen Kirche setzt die Acedia mit geistiger Trägheit gleich und vergleicht sie mit dem, was heute als Depression bezeichnet wird.

## Definitionen
Mögliche deutsche Synonyme dafür wären Ekel, Langeweile, Trägheit, Mutlosigkeit, Mattigkeit, Widerwillen, Schwermut – doch erscheint die Übersetzung mit „Überdruss“ als die treffendste, da darin alle anderen Bedeutungen mitschwingen (vgl. Cassian und Bunge).
Der Wüstenvater Evagrios Pontikos setzte die Acedia mit der antiken Vorstellung des Mittagsdämons gleich (vgl. Psalm 91,6 : „Seuche, die wütet am Mittag“). Die Einsiedler in der Wüste waren Hitze, Hunger, Durst, Einsamkeit und Eintönigkeit ausgesetzt und schrieben ihre Bedrängnis diesem Dämon zu. In seinem Werk Praktikos schreibt Evagrios darüber:

„Der Dämon des Überdrusses, der auch als ‚Mittagsdämon‘ bezeichnet wird, ist der bedrückendste aller Dämonen. Er bedrängt den Mönch um die vierte Stunde (10 Uhr) des Morgens und umgibt seine Seele bis etwa zur achten Stunde (14 Uhr). (Pr 12)“

Mit anderen Worten ist sie das Laster der geistigen Trägheit, eine Erschlaffung der Seele, die Stagnation, eine Sackgasse in physischer und psychischer Hinsicht, und insbesondere beim Mönch eine widerwillige „Verschlossenheit gegenüber Gott, der einen sonst mit Leben erfüllt“.
Für Evagrios ist die Acedia von allen Lastern und Hindernissen das größte.
Nach christlich-theologischer Lehre gilt sie als eine der sieben (nach anderer Tradition: acht) Wurzelsünden oder Hauptlaster. Sie kann zur schweren Sünde werden, wenn sie wichtige Verpflichtungen vernachlässigen lässt.

## Das Wesen der Acedia
Dieses Konglomerat an drückenden negativen Stimmungen wird dem Wüstenvater Evagrios zufolge durch eine Verflechtung von Begehren und Zornmut verursacht. In seiner Reaktionsmöglichkeit hat der Mensch zwei Bewegungsrichtungen, Anhaften und Abneigung bzw. Begehren und Zorn. Tritt der Fall ein, dass diese beiden in sich verflochten sind (d. h. kommt es zu einer Begehren-Zorn-Verknotung), so führt dies bei der betreffenden Person zu einer ganzheitlichen Lähmung, die ihre emotionale Entsprechung in den bereits erwähnten Formen von Schwermut, Trägheit, Überdruss etc. hat. Evagrios schreibt dazu:

„Der Überdruss ist eine gleichzeitige, lang andauernde Regung von Zornmut und Begehren, wobei der erstere über das Vorhandene wütend ist, das letztere aber sich nach dem nicht Vorhandenen sehnt.
Durch die Gedanken bekämpfen uns die Dämonen, indem sie bisweilen das Begehren anregen, bisweilen den Zornmut, und dann wieder zur gleichen Zeit Zornmut und Begehren, wodurch der sogenannte komplexe Gedanke entsteht.
Während die anderen Dämonen nur einen Teil der Seele berühren, so umgibt der Mittagsdämon die ganze Seele und erstickt den Intellekt. (Pr 36)“

Charakteristisch ist demnach neben der Lähmung der Person durch den „komplexen Gedanken“ auch der Zeitfaktor, also eine lang andauernde Bedrängnis, sowie die Verdunkelung des Intellekts (vgl. griech. nous), der so für eine tiefergehende Erkenntnis seiner selbst unbrauchbar wird. Die Acedia wird daher als ein in höchstem Maße irrationales Phänomen bezeichnet.

## Typische Anzeichen

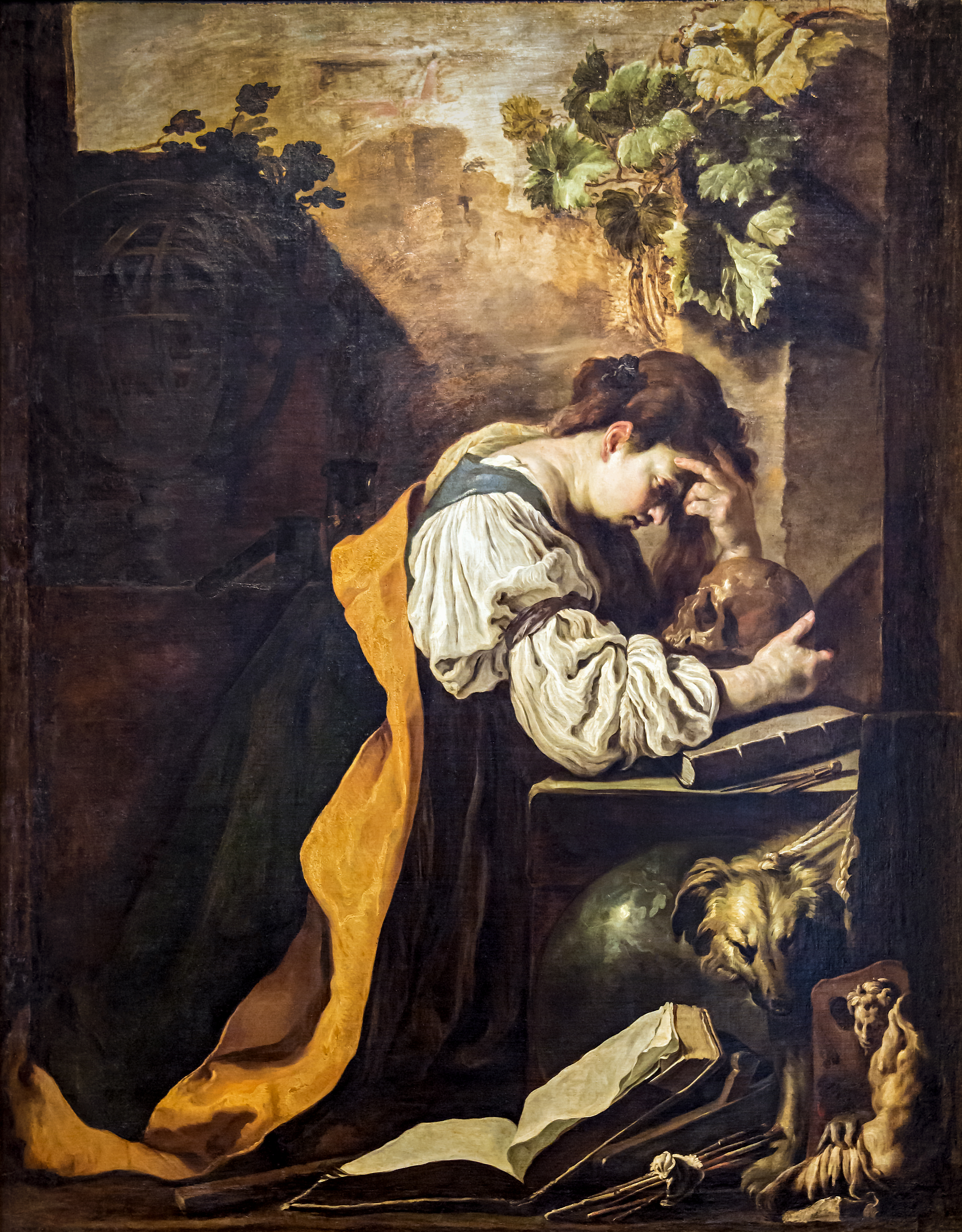
„Melancholy“ von Domenico Fetti

Die sechs „Töchter der Acedia“ sind nach Gregorius beim Kirchenlehrer Thomas von Aquin: Bosheit, Auflehnung/Groll, Kleinmütigkeit, Verzweiflung, stumpfe Gleichgültigkeit gegenüber den Geboten bzw. Vorschriften, Schweifung des Geistes in Richtung des Unerlaubten.
Bunge führt unter Bezugnahme auf Evagrios verschiedenartige acedische Ausformungen an. Das erste und sicherste Anzeichen ist demnach eine „innere Unrast“, die sich z. B. darin äußert, dass der Lebenspartner, die Gesellschaft unserer Freunde, der erlernte Beruf oder der angestammte Wohnort als die scheinbare Ursache großer Unzufriedenheit angesehen werden. Daraus ergibt sich auch der Drang zu Reisen als altes Antimelancholikum.
Weiter finden sich nach Bunge folgende Anzeichen:
- Ablenkung und Zerstreuung (der für die Acedia so charakteristische Drang nicht nur allgemein nach Abwechslung, sondern speziell nach menschlicher Gesellschaft)
- Die Furcht vor körperlichen Erkrankungen
- Die Mitmenschen werden für das eigene Unglück verantwortlich gemacht (Täuschung und Selbsttäuschung führen Menschen in die Irre, weil ihnen der wahre Charakter ihrer Depression verborgen geblieben ist. Als Wurzel aller Übel wird bei Evagrios die „Selbstverliebtheit“ genannt)
- Vorgetäuschte Tugendwerke (ein oftmals karitativer Aktivismus, um den inneren Stillstand und die eigene Leere zu verbergen)
- Verdrossenheit und Minimalismus bei der spirituellen Praxis
- Zweifel an der Echtheit der eigenen Berufung oder Lebensform[12]

Theologisch wird die Haltung der Acedia vielfach dahingehend verstanden, dass einem insbesondere das zu viel ist, was Gott von einem verlangt. In anthropologischer Sicht wird sie von Josef Pieper dahingehend erfasst, dass „der Mensch sich dem Anspruch versage, der mit seiner eigenen Würde gegeben ist […], daß der Mensch seinem eigenen Sein letztlich nicht zustimmt“.
Durch die persönlich empfundene Gnadenlosigkeit und Schwere, aber insbesondere auch durch die Eigenschaft lange anzudauern, kann die Acedia einen Menschen zur Verzweiflung bringen. Auch die Möglichkeit eines Selbstmordes als scheinbare Befreiung aus der inneren Leere und Ausweglosigkeit wird bei Evagrios Pontikos angedeutet und natürlich verworfen.

## Ausweg
Um diese innerliche Verflechtung zu lösen, bildet nach Evagrios in Bezug auf die Leidenschaften ein tugendhaftes Verhalten im Denken und Tun die Grundlage, ebenso wie ein anhaltendes Selbst-Gewahrsein. Mit den Worten des Wüstenvaters:

„[Wenn jemand] die wilden Dämonen erfahren und Einsicht in ihre Fertigkeiten bekommen möchte, dann beobachte er seine [verlockenden] Gedanken, ihr Nachlassen, ihre Abhängigkeiten, ihr den Umständen entsprechendes Auftauchen, welcher Dämon was hervorbringt, welcher dem anderen folgt, und welcher nicht darauf folgt. (Pr 50)
Diese Dinge zu wissen ist notwendig, damit wir, wenn die Gedanken beginnen ihre jeweiligen Belange anzuregen, noch bevor wir zu weit aus unserer Gemütsruhe ausgegangen sind, etwas gegen sie vorbringen und uns über den anwesenden Dämon klar sein können. So werden wir mit Gottes Hilfe bereitwillig Fortschritte machen, sie verblüffen und sie zwingen, vor uns zu fliehen. (Pr 43)
Gib dich nicht dem Gedanken des Zorns hin, indem du in deinem Kopf gegen denjenigen streitest, der dich gekränkt hat, noch dem der Unzucht, indem du ständig lustvollen Fantasien nachgehst. Denn der eine verdunkelt die Seele, der andere entfacht in ihr das Feuer der Leidenschaft. Beide aber besudeln den Intellekt. (Pr 23)“

Demnach ist eine sorgfältige Selbstbeobachtung nötig, was heute als Achtsamkeit bezeichnet wird, um sich der innerlichen emotionalen Mechanismen gewahr zu werden. Des Weiteren wird auf die Bedeutung eines „beständigen Ausharrens“ in diesem Gewahrsein hingewiesen. Josef Pieper schreibt darüber: „Die Versuchung zur acedia und zur Verzweiflung wird überwunden einzig durch den wachen Widerstand des aufmerksam eindringenden Blickes.“ Die beharrliche und mönchisch ganz auf sich selbst gestellte innere Haltung zur Auflösung des acedischen Knotens beschreibt der Wüstenvater wie folgt:

„Keine Angst vor den Feinden zu haben und willig in den Drangsalen auszuhalten, ist das Werk des Mutes und der Geduld. (Pr 89)
In der Zeit der Versuchung dürfen wir unsere Zelle nicht aufgeben, egal welchen plausiblen Vorwand wir auch immer erfinden; wir sollten in ihr bleiben und beharrlich und tapfer allen Angreifern widerstehen, insbesondere aber dem Dämon des Überdrusses, der uns am meisten bedrückt und die Seele in hohem Maße erprobt macht. (Pr 28)“

Zuletzt weist Evagrios auf die positiven Auswirkungen hin, die einen erwarten, nachdem man siegreich aus dem inneren Kampf hervorgegangen ist:

„Diesem Dämon folgt unmittelbar kein anderer mehr. Aber nach ihrem Kampf kommt die Seele in einen friedvollen Zustand, und eine unaussprechliche Freude wird ihr zuteil. (Pr 12)“